# Mesosemia yaporogosa
Mesosemia yaporogosa är en fjärilsart som beskrevs av Mengel 1899. Mesosemia yaporogosa ingår i släktet Mesosemia och familjen Riodinidae. Inga underarter finns listade i Catalogue of Life.